# V peni sprememb
V peni sprememb je deveti studijski album mariborske rock skupine Lačni Franz, izdan pri založbi Conan Records  leta 2001. Je edini album skupine brez pevca Zorana Predina, ki je v času obuditve skupine deloval kot solistični izvajalec. Namesto njega je glavni vokalist na albumu Boštjan Velkavrh, ki pa poje na 5 od 9 pesmi. Na ostalih pojejo razni znani slovenski vokalisti: Lara Baruca, Vlado Kreslin, Vlado Poredoš (pevec skupine Orlek) in Janez Zmazek - Žan.
Z albuma je leta 1999 izšel tudi CD singl pesmi "Zbudi se" in "Duhovi višin". Do danes je to edini singl skupine, ki je bil izdan v fizični obliki.

## Seznam pesmi
Vsa besedila je napisala Neva Malek.
| Št. | Naslov                   | Glasba               | Vokal              | Dolžina |
| --- | ------------------------ | -------------------- | ------------------ | ------- |
| 1.  | „Pril Power‟             | Milan Prislan        | Boštjan Velkavrh   | 4:38    |
| 2.  | „Najin čas‟              | Prislan              | Velkavrh           | 6:58    |
| 3.  | „Ne čakaj princev‟       | Zoran Stjepanovič    | Lara Baruca        | 4:38    |
| 4.  | „Zbudi se‟               | Prislan              | Vlado Kreslin      | 4:45    |
| 5.  | „Kot že tolikokrat prej‟ | Prislan              | Velkavrh           | 3:46    |
| 6.  | „Vedno bolj prestrašeni‟ | Stjepanovič          | Vlado Poredoš      | 4:18    |
| 7.  | „Želja‟                  | Prislan              | Velkavrh           | 5:09    |
| 8.  | „Duhovi višin‟           | Prislan              | Janez Zmazek - Žan | 5:18    |
| 9.  | „Še verjameš‟            | Prislan, Stjepanovič | Velkavrh           | 4:56    |

## Zasedba
Lačni Franz
- Boštjan Velkavrh — vokal
- Mirko Kosi — klaviature
- Milan Prislan — kitara, vokal
- Andrej Pintarič — bobni
- Zoran Stjepanovič — bas kitara

Ostali
- Neva Malek — besedila
- Lara Baruca — vokal (3)
- Vlado Kreslin — vokal (4)
- Vlado Poredoš — vokal (6)
- Janez Zmazek - Žan — vokal (8)
- Andrej Veble — spremljevalni vokali
- Borut Sešek — spremljevalni vokali
- Milan Kirič — spremljevalni vokali
- Vojko Pogačar — oblikovanje
- Danilo Ženko — miksanje